# Vũ trụ trung sinh
Vũ trụ sinh tâm (tiếng Anh: Biocentric Universe, từ tiếng Hy Lạp: βίος, phiên âm: bios, mang nghĩa "sự sống") — còn được biết tên với gọi thuyết sinh tâm  (tiếng Anh: Biocentrism) là khái niệm do bác sĩ, nhà khoa học trong lĩnh vực y học tái tạo và sinh học người Mỹ Robert Lanza đưa ra vào năm 2007, trong đó sinh học được xem như ngành khoa học trung tâm, trợ giúp cho sự phát triển của các ngành khoa học còn lại. Thuyết sinh tâm cho rằng sự sống và sinh học là trung tâm của sinh vật (being), thực tế, và cosmos — rằng ý thức tạo ra vũ trụ và phủ nhận những cách lý giải khác. Thuyết sinh tâm nhấn mạnh rằng những lý thuyết hiện đại đang cố gắng giải thích nguồn gốc của thế giới tự nhiên (vũ trụ) sẽ không bao giờ thành công cho đến khi sự sống và ý thức được công nhận. Trong khi vật lý là môn khoa học tự nhiên nghiên cứu những thành phần cơ bản cấu thành nên vũ trụ, hoá học nghiên cứu vật chất, thuyết sinh tâm khẳng định rằng các nhà khoa học cần đặt sinh học lên trước tất cả các môn (ngành) khoa học còn lại trước khi muốn đưa ra Thuyết vạn vật(thí dụ: Lý thuyết Dây.) 
Nhiều câu hỏi đã được đặt ra để xét đoán về tính đúng đắn của thuyết sinh tâm. Lanza cho rằng những thí nghiệm vật lý trong tương lai, ví dụ như thí nghiệm chồng chất lượng tử cỡ lớn, có thể ủng hộ hoặc phủ nhận thuyết sinh tâm.

## Giả thuyết
Robert Lanza nhắc đến khái niệm thuyết sinh tâm lần đầu tiên trong một bài báo đăng trên tạp chí The American Scholar vào năm 2007. Hai năm sau, Lanza và nhà thiên văn học Bob Berman đồng xuất bản cuốn sách Biocentrism: How Life and Consciousness Are the Keys to Understanding the True Nature of the Universe (tạm dịch: Thuyết sinh tâm: Tại sao sự sống và ý thức là chìa khoá để hiểu bản chất thật sự của vũ trụ) nhằm mở rộng giả thuyết về thuyết sinh tâm trong bài báo nói trên.
Thuyết sinh tâm cho rằng vị trí hàng đầu của các đặc trưng ý thức xuất hiện trong các tác phẩm của Descartes, Kant, Leibniz, Berkeley, Schopenhauer và Bergson. Lanza nhìn nhận điều này như là sự ủng hộ cho khẳng định trung tâm cho rằng những gì mà chúng ta gọi là không gian và thời gian chỉ là các dạng nhận thức tri giác của con người hoặc sinh vật có ý thức, chứ không phải là các vật thể tự nhiên bên ngoài. Lanza cho rằng thuyết sinh tâm đem lại cái nhìn xuyên thấu cho một số vấn đề hóc búa lớn của khoa học, như Nguyên lý Bất định của Heisenberg, thí nghiệm khe đôi, và sự tinh chỉnh các lực, các hằng số và các định luật vật lý quyết định hoạt động của vũ trụ như chúng ta cảm nhận nó. Theo Lanza và Bob Berman: "thuyết sinh tâm mang đến một góc nhìn mới đầy hứa hẹn để thống nhất tất cả các thuyết vật lý -  điều mà một số nhà khoa học đã và đang cố gắng thực hiện, khởi đầu từ lý thuyết trường thống nhất không thành công do Einstein khởi xướng cách đây tám mưoi năm."
Thuyết sinh tâm được cấu thành từ bảy nguyên tắc chính. Nguyên tắc đầu tiên dựa trên giả thiết cái mà chúng ta quan sát phụ thuộc vào người quan sát, và cho rằng cái mà chúng ta cảm nhận như là hiện thực là "một quá trình có sự tham gia của ý thức." Nguyên tắc thứ hai và thứ ba tương ứng phát biểu rằng "thế giới bên ngoài và thế giới nội tâm kết nối với nhau" và hành vi của các hạt (particle) "không thể tách khỏi sự hiện diện của người quan sát." Nguyên tắc thứ tư gợi ý rằng ý thức phải tồn tại, nếu không "vật chất rơi vào trạng thái không xác định về xác suất." Nguyên tắc thứ năm cho rằng bản thân cấu trúc của vũ trụ, và các định luật, các lực, các hằng số của vũ trụ dường như đã được tinh chỉnh cho sự sống. Cuối cùng, nguyên tắc thứ sáu và thứ bảy khẳng định rằng không gian và thời gian không phải là các vật hay các thứ mà chỉ là các công cụ của sự hiểu biết của sinh vật có ý thức. Lanza so sánh hình ảnh con người gắn bó với hệ không-thời gian như "chú rùa đi đâu cũng mang theo mai."
Lanza cho biết ông có ý định công bố các khía cạnh của thuyết sinh tâm trên các tạp chí khoa học có thẩm định.

### Về cuốn sáchThuyết sinh tâm
Theo Lanza, thuyết sinh tâm gợi ý rằng sự sống không phải là phụ phẩm ngẫu nhiên của vật lý, mà là một phần quan trọng trong sự hiểu biết của chúng ta về vũ trụ. Thuyết sinh tâm cho rằng ngoài nhận thức của sinh vật có ý thức ra thì không có bất cứ một vũ trụ nào có thể độc lập tồn tại bên ngoài. Thuyết sinh tâm dự đoán rằng hơn 200 tham số vật lý trong vũ trụ không tồn tại một cách ngẫu nhiên mà có thể (chứng minh được) theo một cách nào đó, trợ giúp cho sự sống và tồn tại của ý thức. Thuyết sinh tâm nói rằng sự công nhận vị trí người quan sát trong phương trình vũ trụ sẽ mang tới nhiều hướng mới để đến gần hơn với bản chất của nhận thức. Qua đó, chủ nghĩa sinh tâm đang cố gắng thống nhất tất cả các định luật của vũ trụ.

## Đón nhận
Nhiều ý kiến trái ngược về thuyết sinh tâm đã được các nhà khoa học khác nhau đưa ra. Bác sĩ, chủ nhân giải Nobel Sinh lý học và Y học E. Donnall Thomas ủng hộ thuyết sinh tâm: "Bất cứ một khẳng định ngắn nào không thể phủ định rằng thuyết sinh tâm - với tư cách khoa học và triết học chính thống, đưa sinh học lên vị trí của ngành khoa học trung tâm để thống nhất tất cả." Tuy nhiên, một số nhà vật lý cho rằng trong điều kiện hiện tại, thuyết sinh tâm không thể được chứng minh. Nhà vật lý Lawrence Krauss, thuộc Đại học bang Arizona cho rằng Thuyết sinh tâm giống như một ý tưởng triết học thú vị nhưng không nghĩ rằng nó có khả năng thay đổi khoa học hiện tại. Daniel Dennett tin rằng "Thuyết sinh tâm" thậm chí không hội tụ đủ tiêu chí của một lý thuyết triết học. Trong tờ báo điện tử USA Today Online, nhà vật lý lý thuyết, tác giả David Lindley cho rằng khái niệm thuyết sinh tâm là "một phép ẩn dụ không rõ ràng," "Lối suy nghĩ của Lanza không thể đưa chúng ta đến bất kỳ một insight mới nào vào khoa học và triết học." và "Cách Lanza nhìn vật lý là không bình thường." Stephen P. Smith phê bình cuốn "Thuyết sinh tâm" rằng thứ mà Lanza đang miêu tả là một hình thức của chủ nghĩa duy tâm. Smith cho rằng khẳng định "Thời gian là ảo tưởng" của Lanza không chính xác vì chính giả thiết về thời gian còn chưa được kiểm chứng. Smith đi đến kết luận, mặc dù "Thuyết sinh tâm" thiếu đi những bằng chứng khoa học, triết học chặt chẽ nhưng nói chung, cuốn sách có văn phong đơn giản, dễ hiểu, không kén người đọc thường được tìm thấy trong những quyển sách khoa học thường thức.
Guru chủ nghĩa New Age Deepak Chopra đưa ra nhận xét "Insight vào bản năng của ý thức của Lanza vừa độc nhất lại thú vị" và "thuyết sinh tâm phản ánh chân thực trí tuệ của những nền văn minh cổ đại nhất trên thế giới - rằng ý thức tiếp nhận, bảo vệ và trở thành thế giới bên ngoài."  Jacquelynn Baas, cố vấn danh dự của Bảo tàng Nghệ thuật Đại học California Berkeley, wrote rằng thử thách chủ yếu con người thời hiện đại đang phải đối mặt là câu hỏi liệu "tất cả những thắc mắc có thể được trả lời thông qua phương pháp khoa học - quan sát khách quan và tính toán?" Bà đề cập tới cuốn "Thuyết sinh tâm" của tác giả Lanza với ý kiến: Nếu vũ trụ sinh tâm thực sự tồn tại thì câu hỏi nêu trên sẽ không bao giờ có lời giải đáp.

## Đường dẫn ngoài
- Robert Lanza – Biocentrism Bài viết, tiểu luận và tài liệu về thuyết sinh tâm
- Biocentricity.net, Video, FAQ, và tin tức liên quan đến thuyết sinh tâm